# Рочестер (Вашингтон)
Рочестер (енгл. Rochester) насељено је место без административног статуса у америчкој савезној држави Вашингтон.

## Демографија
По попису из 2010. године број становника је 2.388, што је 559 (30,6%) становника више него 2000. године.
| Група             | 2000.         | 2010.         |
| Белци             | 1.543 (84,4%) | 1.951 (81,7%) |
| Афроамериканци    | 3 (0,2%)      | 15 (0,6%)     |
| Азијати           | 17 (0,9%)     | 32 (1,3%)     |
| Хиспаноамериканци | 190 (10,4%)   | 280 (11,7%)   |
| Укупно            | 1.829         | 2.388         |